# Periclimenes indicus
Periclimenes indicus är en kräftdjursart som först beskrevs av Kemp 1915.  Periclimenes indicus ingår i släktet Periclimenes och familjen Palaemonidae. Inga underarter finns listade i Catalogue of Life.